# Кокенов, Манап
Кокенов Манап (20 мая 1928 , с. Талап , Жанакорганский район , Кызылординская область — 29 апреля 1992 год, там же) — казахский акын-импровизатор, народный акын Казахстана (1980). С детства был знаком с произведениями акынов-жырау Кулана, Нартая Бекежанова, Балкы Базара, Турмагамбета Изтилеуова. Призёр и победитель айтысов в 1964, 1970, 1972 годах. Песни : «Күріш алабына», «Еңбек ордендері», «Көктау шахтерлеріне», «Ақындарға» были записаны в исполнении Манапа. О Манапе снят документальный фильм «Манап ага». Манап автор стихов (олен-жыров). Его толгау, терме, арнау, примеры (мысал), сатирические песни широко известны в народе. Награждён орденом Трудового Красного Знамени.